# Музей словацкой деревни
Музей словацкой деревни (словац. Múzeum slovenskej dediny)  - этнографический музей под открытым небом, который находится в окрестностях города Мартин в Словакии. В музее ежегодно проходят различные мероприятия, такие как воспроизведение традиционных профессий, ремесленничества, традиционных обрядов, обычаев и фольклора, например «Пасха в сельской местности», «Рождество в сельской местности», «День пожарных», «Детское воскресенье» или «Николаева ярмарка».

## История
Идею создания музея под открытым небом 16 апреля 1931 подал Ян Герик, секретарь Словацкого национального музея в Мартине. Музей планировался по образцу скандинавских музеев под открытым небом и планировалось, что он будет населен семьями, которые бы там вели традиционный образ жизни. Наконец, музей был открыт в 1961 году под патронажем Словацкого национального музея в Мартине. В 1964-66 годах 218 объектов из 113 сел были выбраны чтобы представлять в музее сельские поселения из 13 регионов Словакии. 3 сентября 1968 года был заложен символический первый камень музея. Первая группа зданий из региона Орава была открыта для посетителей в 1972 году.

## Объекты
Музей демонстрирует традиционную народную архитектуру северо-западной Словакии и типичный образ жизни традиционных сельских общин в Словакии с 19 до начала 20 века. На площади в 15.5 гектаров расположены 129 жилых, фермерских, технических, социальных и религиозных зданий. Кроме того там есть кабак, сельский магазин, садовый дом, пожарная станция, деревянная колокольня в стиле Ренессанса и начальная школа. В этом музее посетители могут наблюдать как выполняются такие процессы, как изготовление растительного масла, изготовление шерстяной пряжи и пошив одежды. Здания в музее представляют различные исторические регионы Словакии: Орава, Липтов, Турьец и Кисуце. 22 объекта (в основном здания сельскохозяйственного назначения) имеют внутри воспроизведенный традиционный интерьер и открыты для посетителей. Также в музее часто проходят сельскохозяйственные выставки, во время которых показываются традиционные методы выращивания овощей, лекарственных растений, деревьев и других растений. Одним из самых интересных объектов музея является католическая церковь из Рудно 1792 года с росписью и алтарём в стиле барокко со статуями святого Стефана, святого Николая и Девы Марии.

## Услуги для посетителей
- Туры с экскурсоводом
- Еда и напитки в кабаке из села Оравска Полгора
- Аренда территории для семейных или корпоративных праздников
- Свадебные церемонии в церкви из села Рудно
- Римско-католические или евангелистические мессы
- Магазин сувениров, литературы и изделий народного искусства
- Креативные кружки для начальных школ

## Галерея

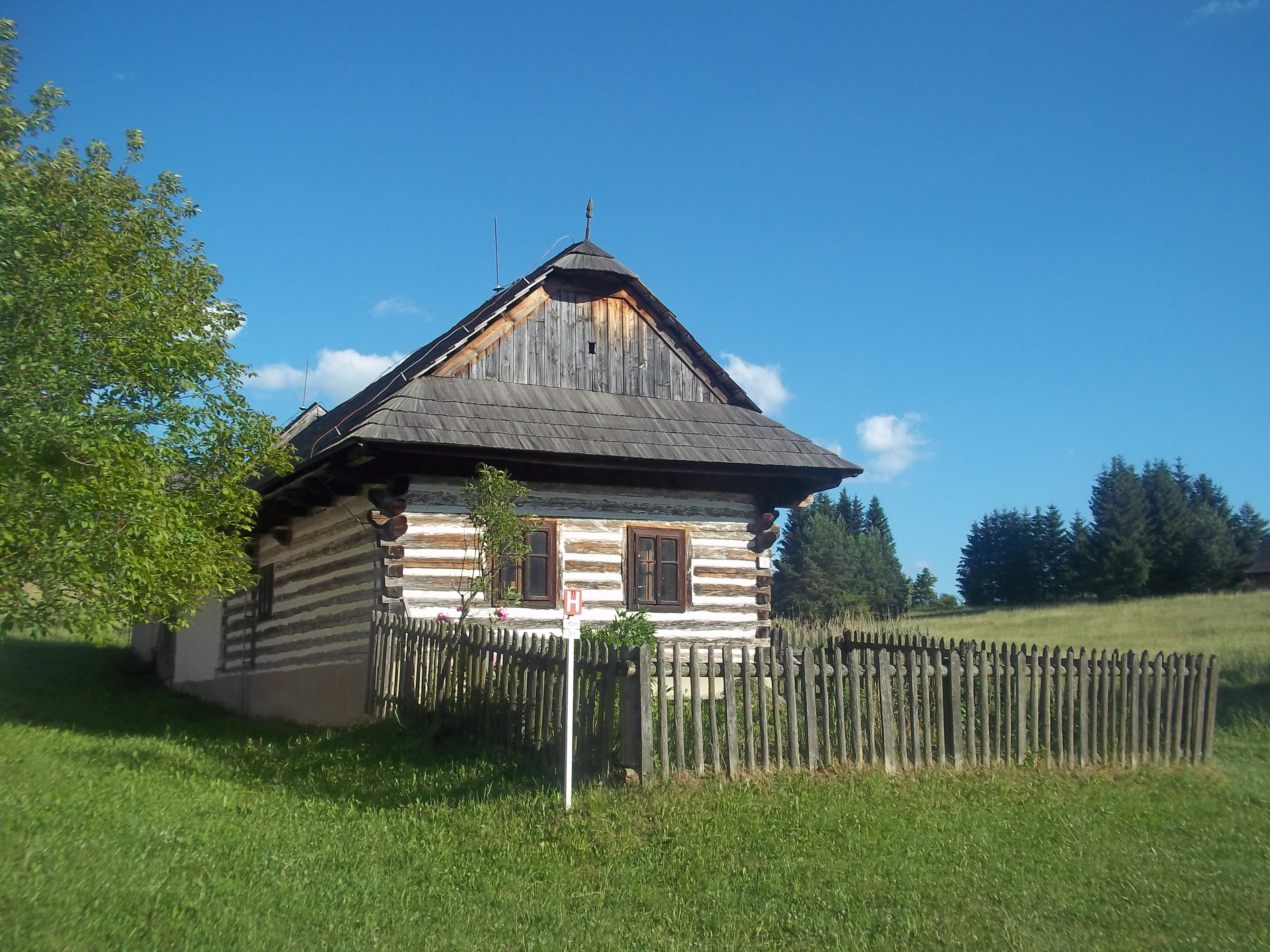
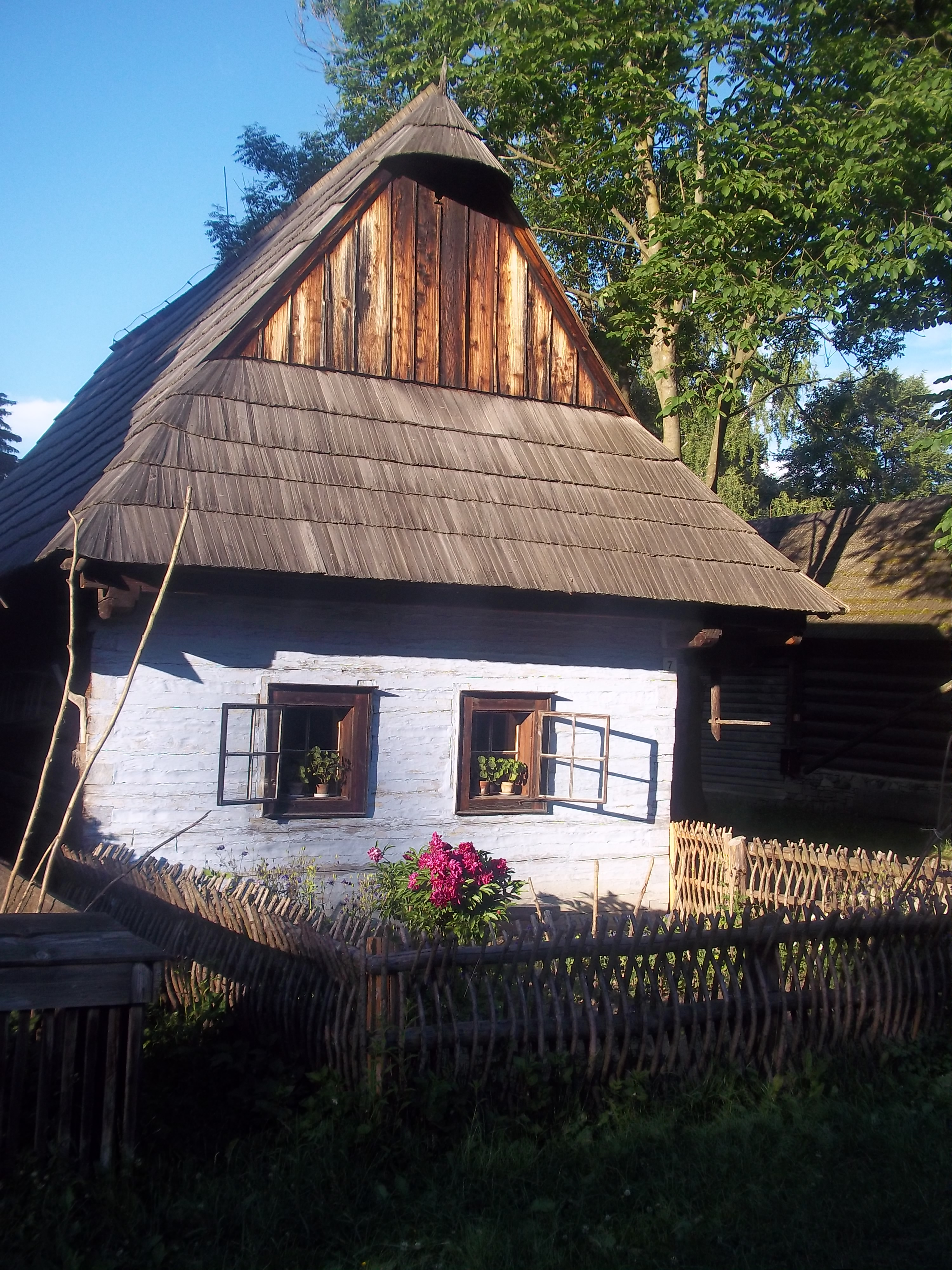
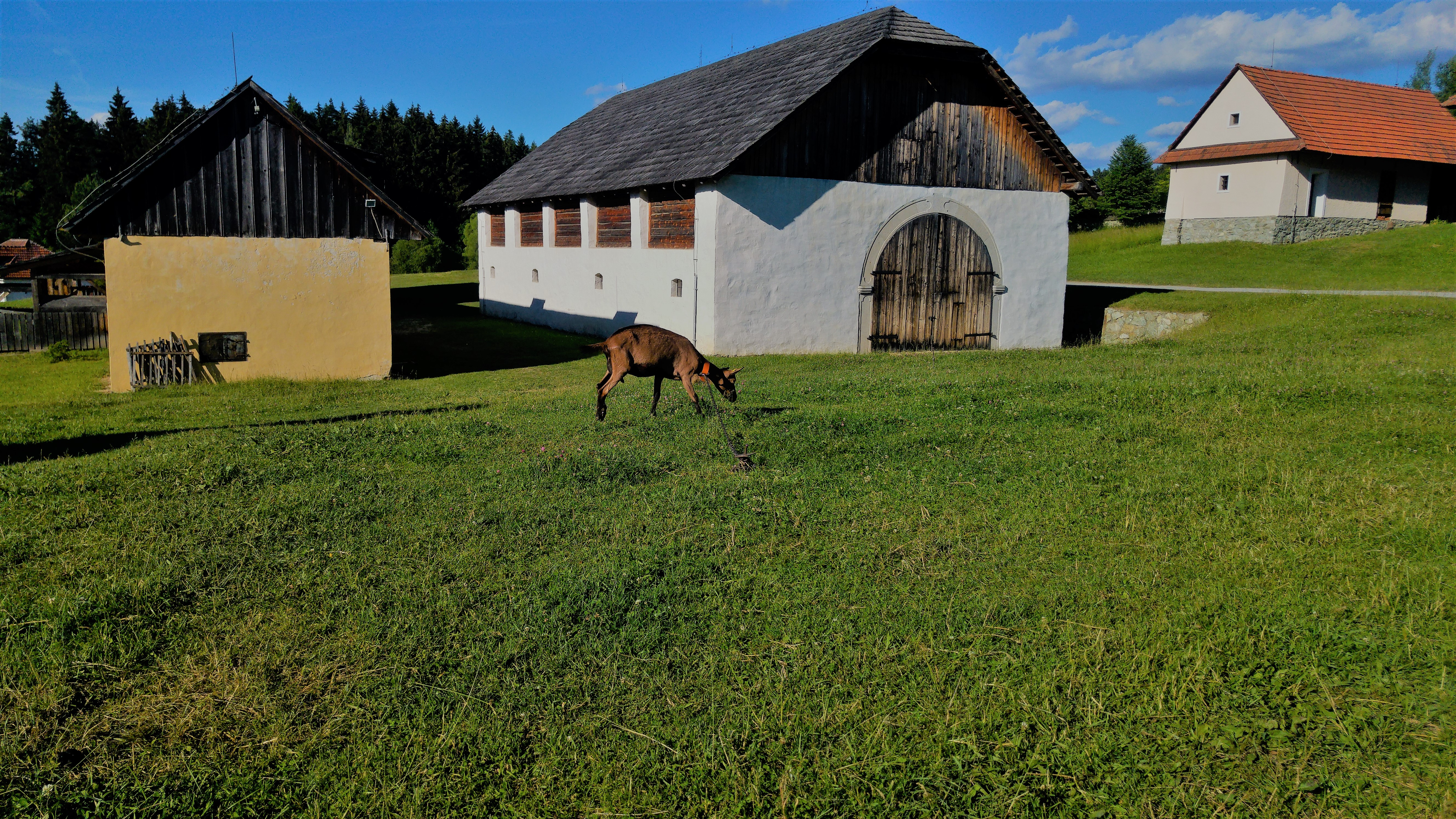
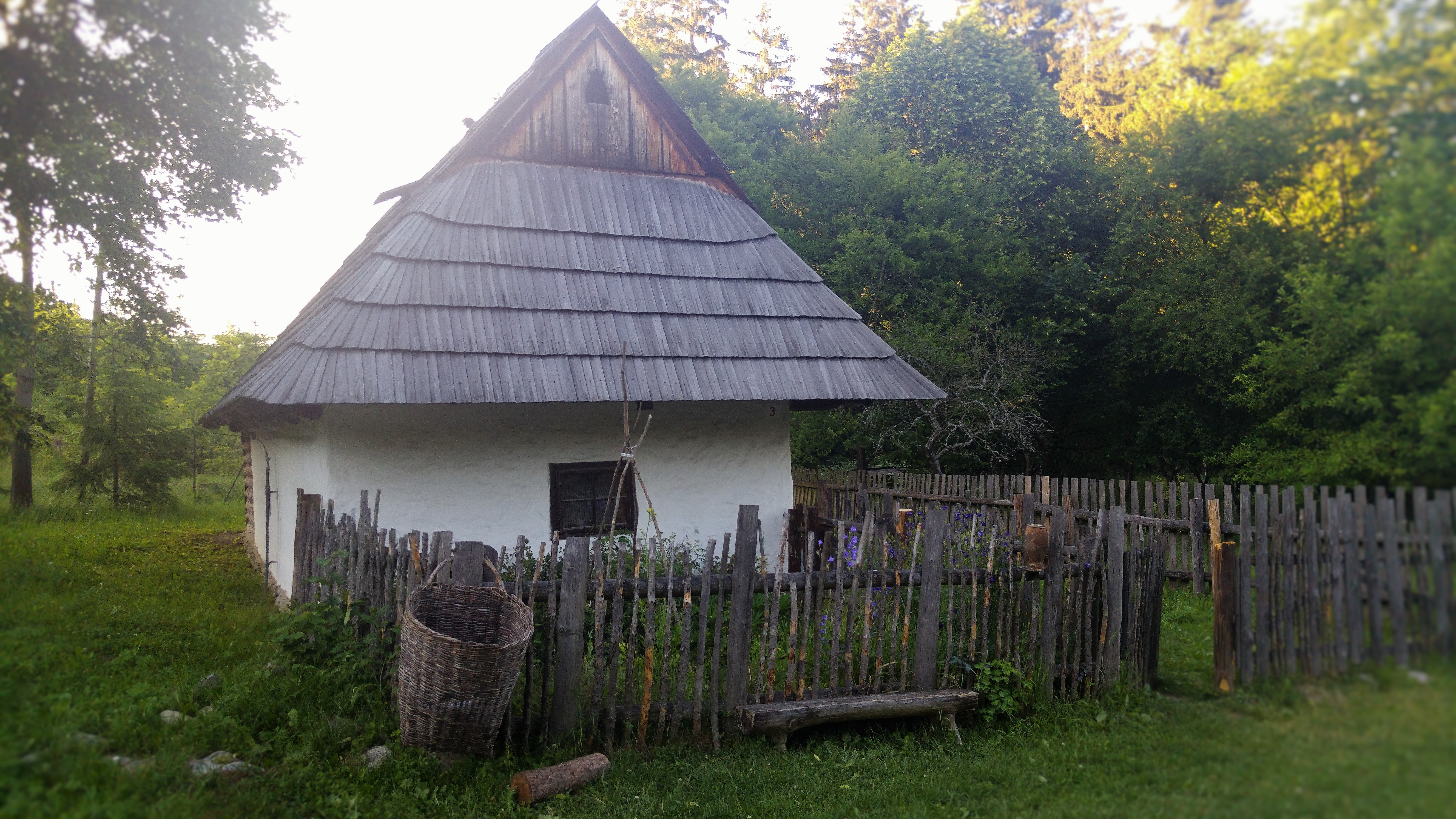
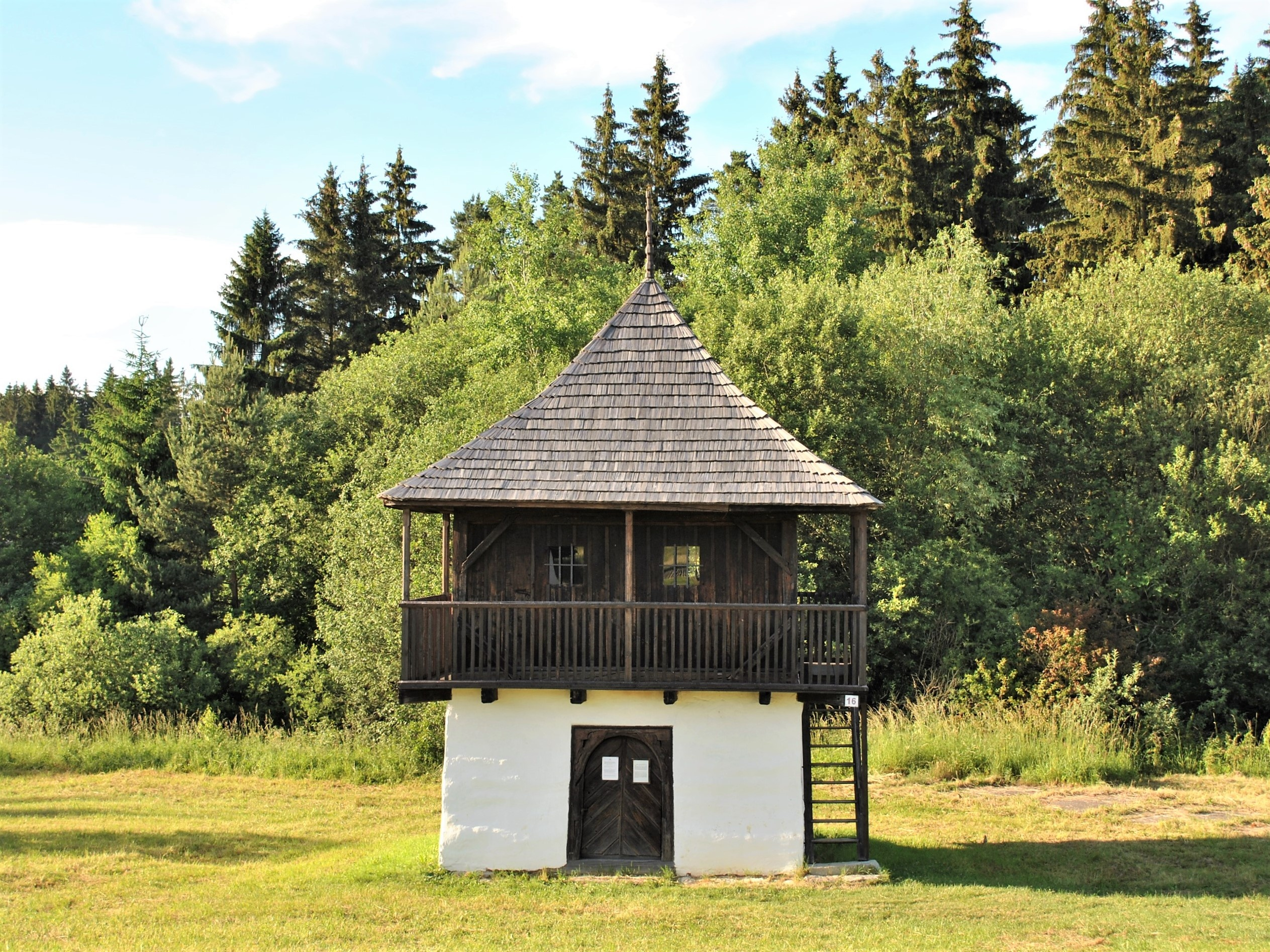
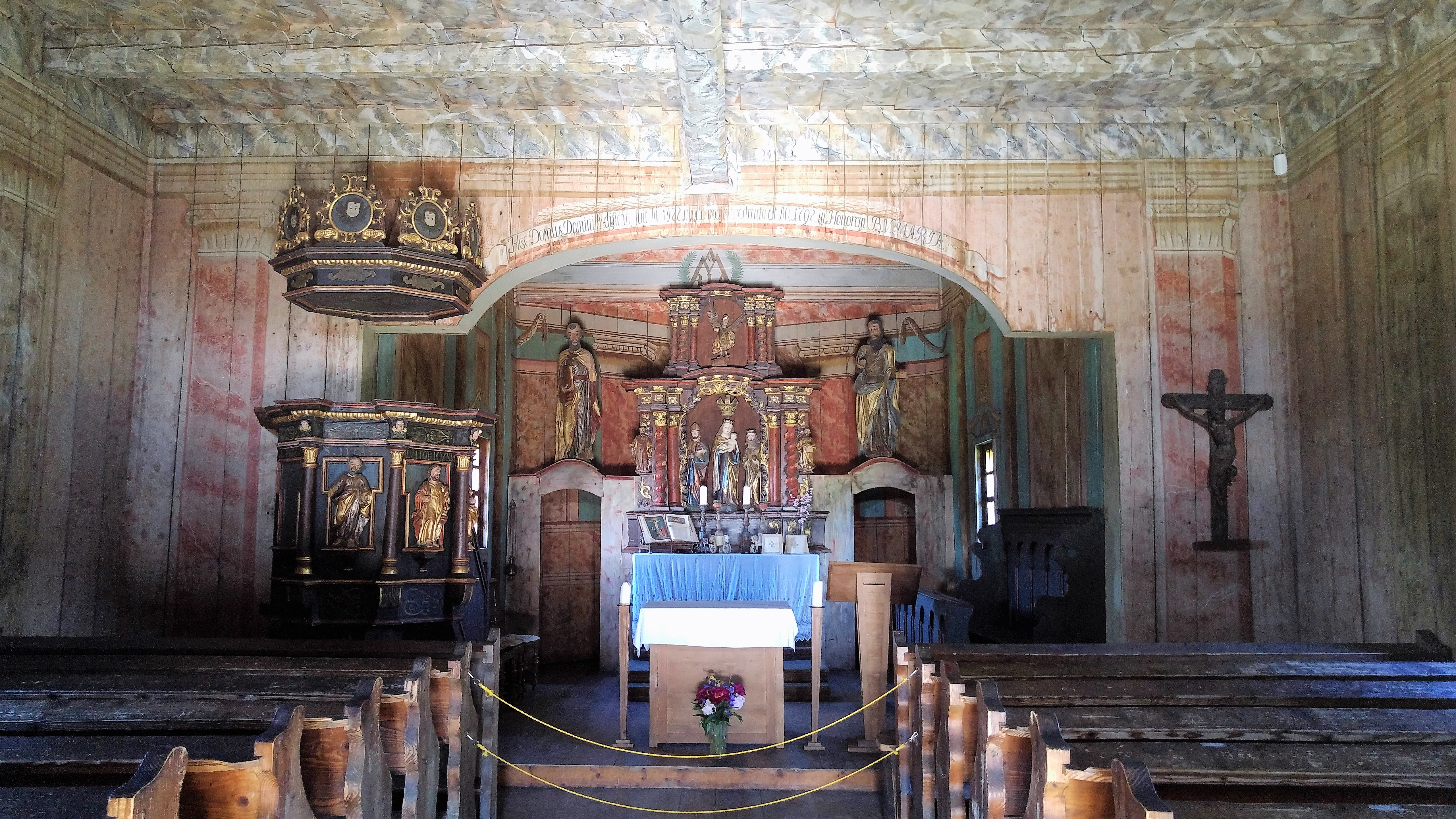
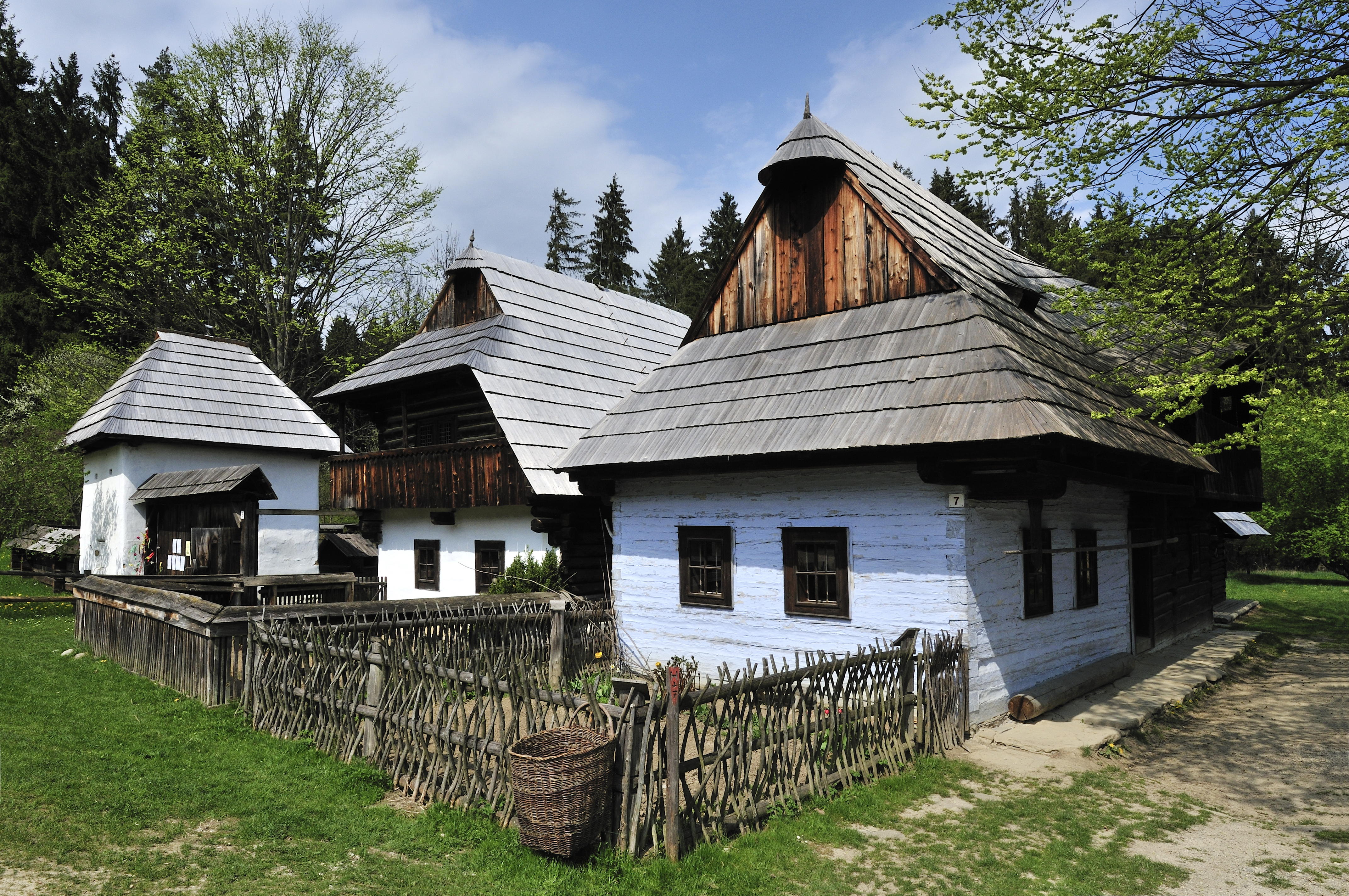
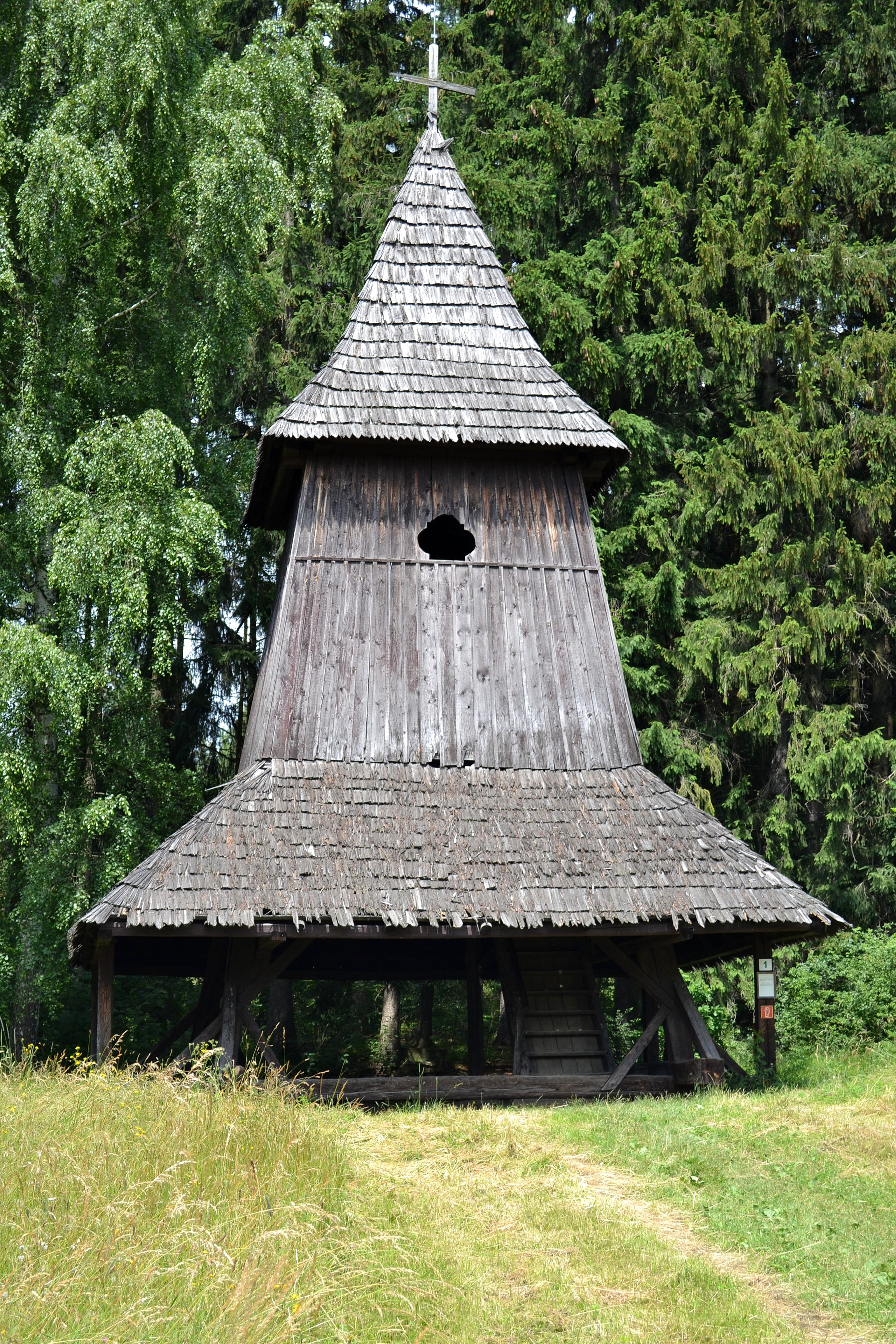
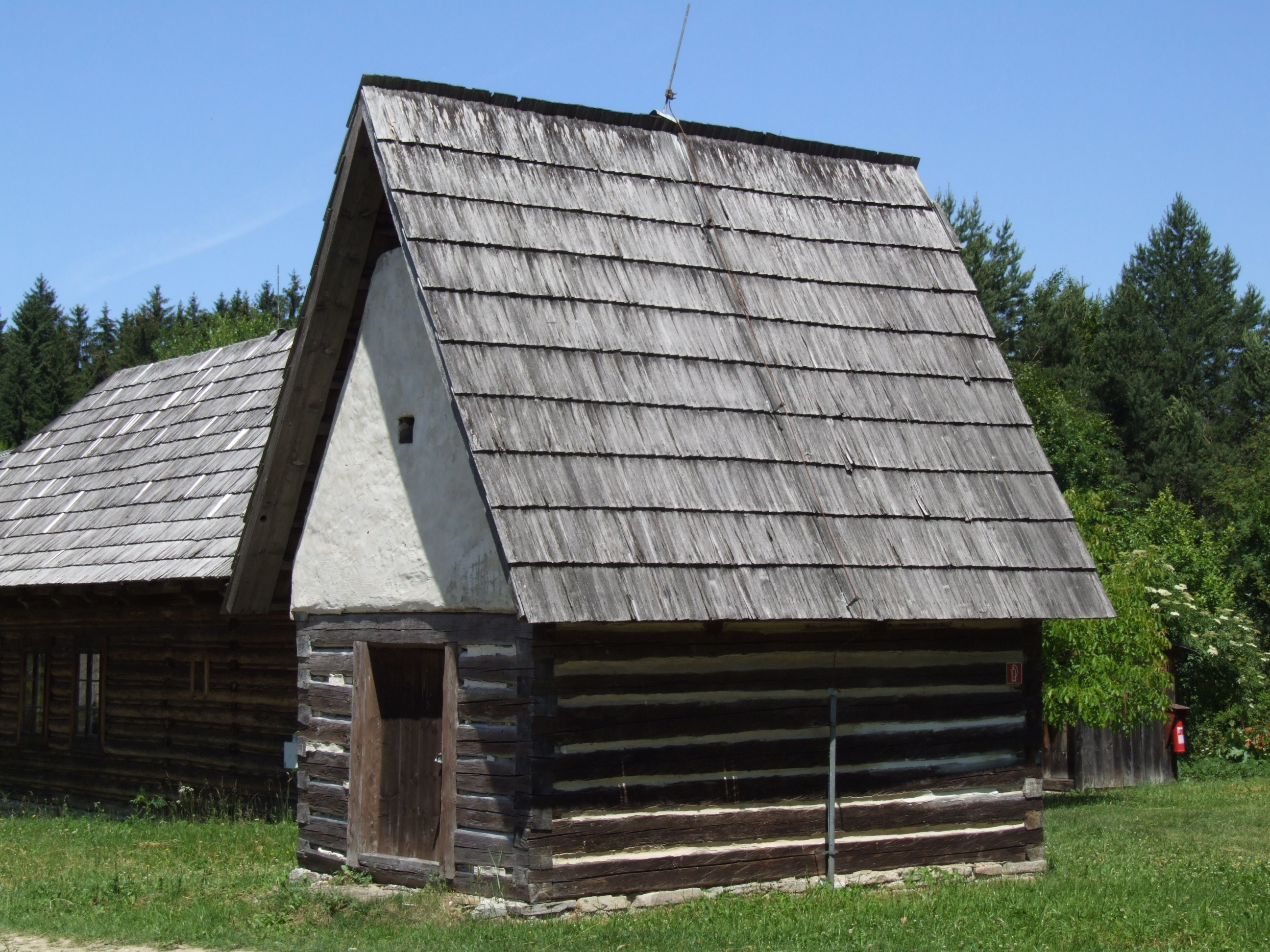

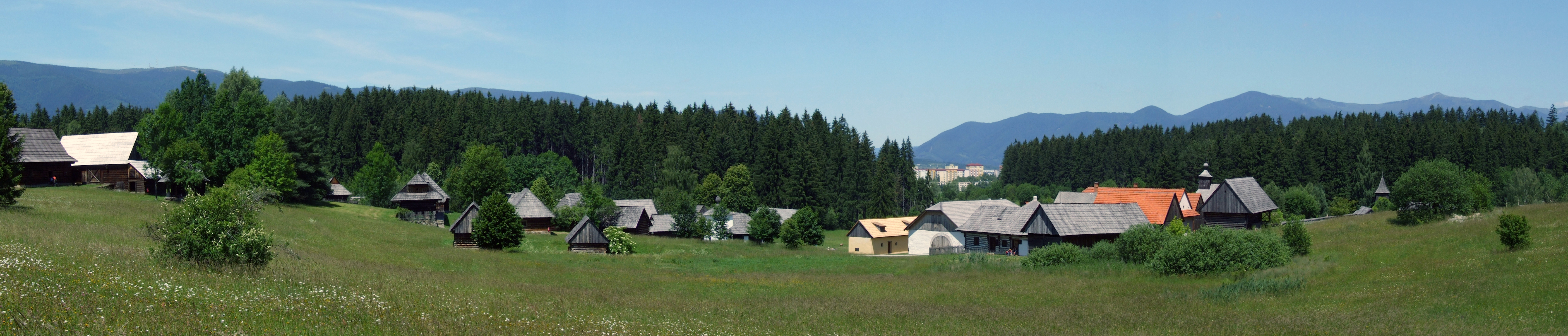
Панорама музея.